# 534

## Догађаји
- Википедија:Непознат датум — Теодад је постао краљ Острогота

- 1. јануар – Децим Теодорије Павлин именован за конзула (последњи који је обављао ову функцију на Западу).
- Март – Краљ Гелимер се предаје Велизару, након што је провео зиму у планинама Нумидије. Он и велики број заробљених Вандала бивају транспортовани у Цариград. Вандалско краљевство се завршава, а афричке провинције се враћају Византијском царству.
- Април – Велизар оставља мале снаге у Африци под византијским генералом Соломоном, да настави потчињавање провинције. Постављен је за гувернера (егзарха) и успешно пацификује маурска племена. Малта постаје византијска провинција (до 870).
- Лето – Велизар стиже у Цариград и цар Јустинијан I му дозвољава да прослави тријумф, први не-царски тријумф после више од 500 година. У поворци се дефилује плен Јерусалимског храма и вандалско благо.
- Цар Јустинијан I обележава победу над Вандалима тако што ће у његову част утиснути медаље са натписом „Глориа Романорум“.
- 16. новембар – Објављена је друга и последња ревизија Јустинијановог законика.
- Толедо постаје главни град Визиготског краљевства које контролише Иберијско полуострво. Краљ Теудис проширује власт Визигота у јужним регионима (Хиспаниа Баетика).
- Франачки краљеви Чилдеберт I и Хлотар I свргнули су Годомара, краља Бургундаца, и окончали Краљевину Бургундију.
- 2. октобар – Краљ Аталарик умире од туберкулозе, у доби од 18 година, распршивши своју младост у пићу и разврату. Његова мајка, Амаласунта, предлаже свом рођаку Теодахаду, највећем земљопоседнику у краљевству и последњем мушком наследнику њеног оца, да подели престо са њом, али да ће он бити краљ Острогота само по имену. Теодахад води тајне разговоре са византијским амбасадором и обећава да ће предати Тоскану у замену за велику суму новца, чин сенатора и дозволу да живи у Цариграду.

### Смрти
- Википедија:Непознат датум — Аталарик - краљ Острогота.